# Ђорђе Петровић (фудбалер)
Ђорђе Петровић (Костолац, 8. октобар 1999) српски је фудбалски голман који тренутно наступа за Борнмут и репрезентацију Србије.
Петровић се нашао на списку играча младе репрезентације Србије, селектора Илије Столице, у октобру 2019. Дебитовао је 9. октобра 2020, када је Србија минималним резултатом победила одговарајућу селекцију Пољске на Стадиону Металца у Горњем Милановцу.
По први пут је добио позив у сениорску репрезентацију Србије у новембру 2020. У јануару 2021. добио је позив вршиоца дужности селектора, Илије Столице, за учешће на турнеји репрезентације Србије састављене претежно од фудбалера из домаће Суперлиге. Дебитовао је истог месеца на пријатељском сусрету са Доминиканском Републиком у Санто Домингу.

## Статистика

### Клупска
Ажурирано 2. април 2022.
|                 |          |                     |    |   |   |   |   |   |   |   |    |   |  |  |
| Чукарички       | 2017/18. | Суперлига Србије    | 0  | 0 | 0 | 0 | — | — | — | — | 0  | 0 |  |  |
| Чукарички       | 2018/19. | Суперлига Србије    | 0  | 0 | 0 | 0 | — | — | — | — | 0  | 0 |  |  |
|                 |          |                     |    |   |   |   |   |   |   |   |    |   |  |  |
| ИМТ (позајмица) | 2018/19. | Српска лига Београд | 7  | 0 | — | — | — | — | — | — | 7  | 0 |  |  |
|                 |          |                     |    |   |   |   |   |   |   |   |    |   |  |  |
| Чукарички       | 2019/20. | Суперлига Србије    | 21 | 0 | 4 | 0 | 0 | 0 | — | — | 25 | 0 |  |  |
| Чукарички       | 2020/21. | Суперлига Србије    | 34 | 0 | 0 | 0 | — | — | — | — | 34 | 0 |  |  |
| Чукарички       | 2021/22. | Суперлига Србије    | 23 | 0 | 0 | 0 | 4 | 0 | — | — | 27 | 0 |  |  |
| Чукарички       | Укупно   | Укупно              | 78 | 0 | 4 | 0 | 4 | 0 | — | — | 86 | 0 |  |  |
| Каријера        | Каријера | Каријера            | 85 | 0 | 4 | 0 | 0 | 0 | — | — | 93 | 0 |  |  |
|                 |          |                     |    |   |   |   |   |   |   |   |    |   |  |  |

### Репрезентативна
Ажурирано 17. јула 2025.
| Србија | Србија  | Србија |
| Године | Наступа | Голова |
| ------ | ------- | ------ |
| 2021.  | 1       | 0      |
| 2022.  | 0       | 0      |
| 2023.  | 1       | 0      |
| 2024.  | 3       | 0      |
| 2025.  | 2       | 0      |
| Укупно | 7       | 0      |